# Upper Santan Village, Arizona
Upper Santan Village je naseljeno područje za statističke svrhe u američkoj saveznoj državi Arizona. Prema popisu stanovništva iz 2010. u njemu je živjelo 495 stanovnika.